# Incitatus
Incitatus (nevének jelentése: gyors, sebes) a történelem egyik leghíresebb lova, Caligula római császár (uralkodott: Kr. u. 37–41) kedvenc lova volt.

## Élete
Az ókori Rómában a kocsiversenyeknek lelkes szurkolói voltak. A versenycsapatokat különböző színekkel jelölték. Caligula császár a zöldek híve volt, sokszor a táborukban tartózkodott és ott is étkezett. Incitatus is a zöldeket erősítette. Incitatus fényűző életet élt, Suetonius írása szerint 18 saját rabszolgával rendelkezett, az istállója elefántcsontból és márványból készült, a szerszámait drágakövek ékesítették, arany kupából ehette az arannyal kevert zabot. Külön szórakoztatókat biztosítottak neki, hogy ne unatkozzon (a meghívókon az ő "aláírása" díszelgett). Meghívták a császári lakomákra, ahol a szenátorok kénytelenek voltak etetni. 
Caligulának szándékában állt, hogy a legmagasabb szenátusi rangra, konzullá nevezze ki a kedvencét, azonban korai halála valószínűleg megakadályozta ebben.

„[N]agy Sándor, a királyi hatalom mintaképe, aki saját személyében egyesítette a fáraók és perzsa nagykirályok hatalmát. Őt kellett felmutatni Rómának, hiszen ezt
nem tette meg sem Caesar, sem Augustus. És mert Caligula, aki az önfelmutatás paroxizmusában ezt megtette, azért mégsem volt a Világhódítóhoz fogható nagyságú személyiség, már csak az öntudatlanul gyakorolt öngúny maradt: Incitatus nevű lovának… még consulságot is szánt (Suetonius, Caligula 55.). Miért is ne, hiszen a római consul Gaius szemében úgysem ért annyit, mint Incitatus, Alexandrosz pedig várost nevezett el kedvenc hátasáról, Bukephaloszról… 
Az inga átlendült, és vészesen kilengett. Ám mielőtt zsinórja elszakadt volna, a Tiberius által Rómába helyezett praetori gárda tribunusa, a Gaius által emberi méltóságában megalázott Cassius Chaerea és társai levágták.”

Robert Graves regényében pedig Claudius mondja:

„A másik vezető szenátor, akit lefokoztam, Caligula lova, Incitatus volt, "akinek" három év múlva a konzuli méltóságot is be kellett volna töltenie. Levelet írtam a szenátusnak, kijelentvén, hogy nincsenek panaszaim e szenátor erkölcsei vagy képességei ellen, de már nincs annyi pénze, amennyi egy szenátornak kell. Mert a Caligula által elrendelt tartásdíját egy rendes katonai ló napi adagjára mérsékeltem, elküldtem inasait, és közönséges istállóba tettem, ahol a vályú fából, nem elefántcsontból volt, és a falakat freskók helyett egyszerű mész takarta. Mindazonáltal nem választottam el hitvesétől, Penelope kancától. Ez igazságtalanság lett volna.”